# Distrito de Tapo

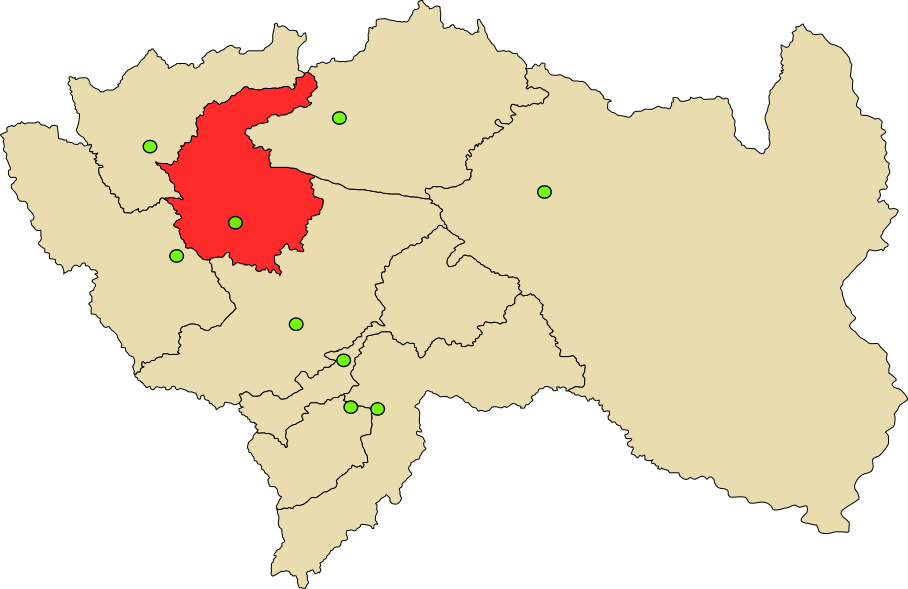
Mapa de la Provincia de Tarma en el Departamento de Junín.

El Distrito de Tapo es uno de los nueve distritos que conforman la Provincia de Tarma, ubicada en el Departamento de Junín, bajo la administración del Gobierno Regional de Junín, en la sierra central de Perú. 
Dentro de la división eclesiástica de la Iglesia Católica del Perú, pertenece a la Diócesis de Tarma

## Etimología
Hay varias versiones de la palabra Tapo, pero lo más cercano que se puede tener como su significado es de vocablo de origen quechua: la diferencia de "Tapo" y "Tapu" En castellano se pronuncia como la grafía Tapo castellanizado que "Tapu" que posee el vocal "u" es por a diferencia de las lenguas romances tienen cinco vocales que el quechua de solo tres. La raíz que es Tapu que significa ("PREGUNTA") y agregando una letra más al final, la igriega: ("Tapu-y=Tapuy")  el resultado es un verbo ("Preguntar"). Asimismo agregando después del vocal "u" o de la raíz Tapu un vocal muy usado en idioma quechua, poniendo la "q" en vez de la y el resultado de Tapu que es Pregunta pasa a tener el resultado no alejado como: ("Tapu-q=Tapu-q=Tapuq-") que significa ("EL QUE INTERROGA"). Los resultados son: 'Pregunta', 'Preguntar' y 'El que Interroga'.

## Historia
El distrito fue creado mediante Ley s/n del 2 de enero de 1857, en el gobierno del Presidente Ramón Castilla.

## Geografía
Abarca una superficie de 151,88 km². 

## Autoridades

### Municipal
- 2023-2026[4]
  - Alcalde: Edgard Flores Taipe

- 2019-2022[5]
  - Alcalde: Felipe Sedano Calderón
- 2015-2018[5]
  - Alcalde:  Lucio Aníbal Ynocente Quispe, Movimiento Junín Sostenible con su Gente (JSG).
- 2011 - 2014[6]
  - Alcalde: Jorge Coronel Zacarías, del Bloque Popular Junín (BPJ).
- 2007 - 2010
  - Alcalde: Elver Tito Paredes Taype.

### Policiales
- Comisaría de Tarma
  - Comisario: Cmdte. PNP Dante Zúñiga Arenas.

### Religiosas
- Diócesis de Tarma[7]
  - Obispo: Mons. Richard Daniel Alarcón Urrutia (2001-2014).
  - Administrador Diocesano de Tarma: Pbro. Felipe Ochante Lozano, OFM
- Parroquia
  - Párroco: Preb.  .

## Educación

### Instituciones educativas
- IE José Abelardo Quiñones Gonzales
- IE Juan Velasco Alvarado
- IE Santa Cruz
- IE Túpac Amaru
- IE N°30750

## Festividades
- 1° de enero Fiesta en Honor al Niño Jesús y recibimiento del Año Nuevo.[8]
- Semana Santa.
- Mayo: Fiesta de las Cruces y del Señor de Muruhuay.
- Septiembre: Exaltación de la Cruz.